# 2. Sinfonie (Brahms)
Die Sinfonie Nr. 2 D-Dur op. 73 komponierte Johannes Brahms im Jahr 1877.

## Entstehung
Brahms begann im Sommer 1877 während eines Aufenthaltes in Pörtschach am Wörther See (Kärnten) mit der Arbeit an der Sinfonie. Am 17. September 1877 fuhr er nach Lichtental bei Baden-Baden, wo sich Clara Schumann aufhielt und wo er im vorangegangenen Sommer die Sinfonie Nr. 1 fertiggestellt hatte. Zu diesem Zeitpunkt stand das Konzept der Sinfonie, der erste Satz und Teile des letzten (wahrscheinlich auch der übrigen Sätze) waren aufgeschrieben und wurden engen Freunden am Klavier vorgespielt. Mitte Oktober war dann die Partitur fertig. Während Brahms an seiner ersten Sinfonie viele Jahre arbeitete, wurde die zweite Sinfonie damit in relativ kurzer Zeit vollendet.
Während der Arbeitsphase führte Brahms seine Freunde und den Verleger Simrock oft dadurch in die Irre, dass er das Werk als besonders traurig oder wehmütig bezeichnete. So schreibt er z. B. am 22. November 1877 an Simrock:

„Die neue Symphonie ist so melancholisch, daß Sie es nicht aushalten. Ich habe noch nie so was Trauriges, Molliges geschrieben: die Partitur muß mit Trauerrand erscheinen.“

Die Uraufführung der Sinfonie fand in Wien am 30. Dezember 1877 unter der Leitung von Hans Richter statt und war sehr erfolgreich. Auch spätere Aufführungen wurden gut aufgenommen (mit Ausnahme der zweiten Aufführung am 10. Januar 1878 wegen schlecht spielender Bläser).
Im August 1878 erschien die Partitur, die Orchesterstimmen und der vierhändige Klavierauszug bei Simrock. Brahms erhielt dafür 5000 Reichstaler.

## Rezeption
Die zweite Sinfonie wird oft als populärste Sinfonie von Brahms angesehen. Nach der sehr erfolgreichen Wiener Uraufführung konnte sie sich rasch durchsetzen. Fast überall, wo sie 1878 aufgeführt wurde, fand sie eine enthusiastische Aufnahme und bekam bis auf wenige Ausnahmen gute Kritiken. In den (zeitgenössischen und aktuellen) Kritiken und Besprechungen des Werkes werden oft folgende Aspekte hervorgehoben:
- die heitere, pastorale Grundstimmung des Werkes (jedoch weist das Werk auch melancholische Momente auf)[7], Assoziationen zu „Naturidylle“,
- der starke Gegensatz zur 1. Sinfonie in Stimmung, Ausdruck und Erfassbarkeit.

Beispiel für eine positive zeitgenössische Kritik (Eduard Hanslick in der Neuen Freien Presse am 3. Januar 1878): 

„Ein großer, ganz allgemeiner Erfolg krönte die Novität; selten hat die Freude des Publikums an einer neuen Tondichtung so aufrichtig und warm gesprochen. Die vor einem Jahre aufgeführte erste Symphonie von Brahms war ein Werk für ernste Kenner, die dessen verzweigtes Geäder ununterbrochen verfolgen und gleichsam mit der Loupe hören konnten. Die zweite Symphonie scheint wie die Sonne erwärmend auf Kenner und Laien, sie gehört allen, die sich nach guter Musik sehnen. […] Brahms’ neue Symphonie leuchtet in gesunder Frische und Klarheit; durchweg fasslich, giebt sie doch überall aufzuhorchen und nachzudenken. Allenthalten zeigt sie neue Gedanken und doch nirgends die leidige Tendenz, Neues im Sinne von Unerhörtem hervorbringen zu wollen.“

Beispiel für eine negative zeitgenössische Kritik (Illustrirtes Wiener Extrablatt, 1. Januar 1878):

„Im Ganzen und Großen emfingen wir durchaus nicht den Eindruck, den eine blutechte Symphonie noch jederzeit auf uns gemacht hat. Aus jedem Satze fühlte man, daß da eine größere, rein klaviermäßig gedachte und angelegte Komposition sehr überflüssigerweise zu einer symphonischen Affaire aufgebauscht worden sei. Wir möchten jeden feiner fühligen Musiker auf sein musikalisches Gewissen fragen, ob er uns Eine Stelle in dieser Symphonie nachweisen kann, in welcher dieses oder jenes Instrument, diese oder jene Instrumentalgruppe mit jener unabweisbaren Notwendigkeit auf- oder eintritt, wie dies beispielsweise so frappirend  in allen Haydn’schen Symphonien Zeile für Zeile der Fall ist; Eine Stelle, in welcher das Klavier nicht dieselben Dienste leisten würde wie das in Brahmsch’scher Weise behandelte Orchester! Wir wenigstens finden keine. Mit einem Worte: Die zweite Symphonie von Brahms ist nicht symphonisch gedacht. Sie mag was immer sein, den Namen einer Symphonie führt sie mit demselben Unrecht, wie eine kolorirte Kreidezeichnung den Namen eines Gemäldes.“

## Zur Musik
Orchesterbesetzung: 2 Flöten, 2 Oboen, 2 Klarinetten, 2 Fagotte, 4 Hörner, 2 Trompeten, 3 Posaunen, Tuba, Pauken, I. Violine, II. Violine, Bratsche, Violoncello, Kontrabass.
Aufführungszeit: Carl Ferdinand Pohl berichtet von der Uraufführung am 29. Dezember 1877: „Zeitdauer der Sätze: 19, 11, 5, 8 Minuten“. Dies entspricht einer Aufführungsdauer von 43 Minuten. In aktuellen Einspielungen variiert die Aufführungszeit insbesondere in Abhängigkeit von der Wiederholung der Exposition im ersten Satz. Eine Übersicht zu den Satzdauern verschiedener Einspielungen bringt Reinhold Brinkmann. Danach hat keine der damals (1990) neueren Einspielungen die Tempo-Proportionen der Uraufführung. Die Streubreite der Tempi war insgesamt groß, wobei der erste und letzte Satz fast durchweg langsamer gespielt wurden als bei der Uraufführung.

„Darin versinnlicht sich eine unifizierende Werkauffassung. Brahmsens II. Symphonie, als Bild einer heiter-gelassenen, pastoralen Naturstimmung musiziert, wird insgesamt auf ein mittleres Temponiveau hin gedacht: kein wirkliches Allegro im ersten Satz, mehr ein gemütvolles Moderato, ähnlich kein drastisch-zupackendes Brio-Finale und – den anderen Pol vermeidend – kein großes Adagio-Pathos, keine extreme Ausdrucks-Tiefe im zweiten Satz.“

Die folgende Gliederung ist als Vorschlag zu verstehen. Je nach Standpunkt sind auch andere Abgrenzungen und Deutungen möglich.

### Erster Satz: Allegro non troppo
D-Dur, 3/4-Takt, 523 Takte
Der Satzbeginn kann insofern als Doppelthema verstanden werden, als Ober- und Unterstimme selbständig geführt sind. Cello und Kontrabass beginnen mit einem Pendelmotiv, auf dem nacheinander die Hörner und Holzbläser mit ihrer gesanglichen Melodie (Hauptthema, erstes Thema) einsetzen. Das Pendelmotiv läuft währenddessen in den Unterstimmen weiter, tritt aber auch in den Oberstimmen auf. Durch die Diatonik, die Instrumentierung, die Vortragsbezeichnungen piano und dolce bekommt der Satzanfang pastoralen Charakter. Sowohl Thema als auch Pendelmotiv sind für den weiteren Satzaufbau von Bedeutung, das Pendelmotiv sogar für die ganze Sinfonie.
Das Hauptthema klingt als „bedeutungsschwere viertaktigen Folge“ von Pauke, Posaune und Basstuba, die dreimal wiederholt wird, aus. Pianissimo setzt dann in Takt 44 eine zum vorigen Geschehen kontrastierende, „aufblühende Achtelfiguration“ des Hauptthemas in den Streichern an, die wie ein Neuanfang wirkt. Die Themenvariante wird dann von den Flöten übernommen, bis sich die Dynamik mit dem Pendelmotiv im Wechsel von Ober- und Unterstimme zum Forte steigert. Zudem findet eine Beschleunigung durch Phrasenverkürzung und motivische Verdichtung statt. Auffällig ist die scherzandoartige Achtel-Variante des Pendelmotivs ab Takt 66 mit dem Piano-Dialog von Holzbläsern (Staccato) und Violinen (Legato).
Das Seitenthema (zweites Thema) mit stimmführenden Bratschen und Celli in parallelen Terzen beginnt in der Dominantparallele fis-Moll, wechselt dann zwischen verschiedenen Tonarten. Das Thema ist ähnlich zum Lied Guten Abend, gute Nacht op. 49 Nr. 4 von Brahms aufgebaut. Während das Seitenthema kaum gegensätzlich zum Hauptthema wirkte, folgt nun eine „Kontrastpartie“ (Takt 118–155) im Forte mit markantem, punktiertem Rhythmus, dem Pendelmotiv in rhythmischer Umbildung (Takt 127 ff.) angereichert mit Synkopen, die sich in der etablierenden Sechzehntelbewegung bis zum Fortissimo steigern. Im „großen Esspressivo“ ab Takt 136 spielen Fagott und Bass mit den Violinen im Dialog ein vorwärtsdrängendes, weitgespanntes Dreinotenmotiv zu starken Synkopen der Bratschen, Hörner und Klarinetten. Die Schlussgruppe ab Takt 156 greift das Seitenthema mit Stimmführung in 2. Violine und Bratsche auf (nun in der Dominante A-Dur), begleitet von einer figurativen, aus dem Pendelmotiv abgeleiteten Gegenstimmen in den Flöten. Nach der Themenwiederholung mit veränderter Instrumentierung endet die Exposition in Takt 182 und wird wiederholt.
Die Durchführung (Takt 183–301) lässt sich in fünf Abschnitte gliedern:
- Abschnitt 1 (Takt 183–203) greift das Hauptthema in F-Dur (Hörner) und in B-Dur (Flöten) auf.
- Abschnitt 2 (Takt 203–223): Fugato des Hauptthemas (mit Gegenstimme aus Staccato-Achteln) über die Figur aus Takt 6–8 vom Hauptthema, angereichert mit zwei Kontrapunkten. Brahms wechselt dabei (bis Takt 238 in Abschnitt 3) im Quintenzirkel abwärts (c-Moll, g-Moll, d-Moll, a-Moll, A-Dur, e-Moll, H-Dur).
- Abschnitt 3 (Takt 224–246): Engführung und Durchführung des Pendelmotivs.
- Abschnitt 4 (Takt 246–281): Passage mit Kombinationen des Pendelmotivs zusammen mit der Terz aufwärts (Kopf vom Hauptthema, Takt 1) im Fortissimo, der „aufblühenden Achtelfiguration“ aus Takt 44 im (Mezzo-) Forte) gefolgt vom abwärts sequenzierten Pendelmotiv im Piano. Beginn der Passage in Takt 246 von g-Moll aus, Wiederholung in Takt 258 von B-Dur aus.
- Abschnitt 5 (Takt 282–301): Herausstellung der Terz aufwärts vom Themenkopf (Takt 1) durch mehrmalige Wiederholung im Fortissimo. Chromatische Rückung von f nach fis mit folgendem D-Dur. Ab Takt 290 Rückführung zur Reprise mit der Terz vom Themenkopf und der „aufblühenden Achtelfiguration“ aus Takt 44.

Die Reprise (Takt 302–446) beginnt „ganz undramatisch“: Die Tonika D-Dur war bereits in Takt 290 angedeutet, direkt vor Repriseneintritt in Takt 301 verwendet Brahms die Moll-Subdominante g-Moll und weist ab Takt 302 Cello und Kontrabass das dominantische A als Liegeton zu. Das Hauptthema wird nun von der Oboe gespielt, angereichert mit der „aufblühenden Achtelfiguration“ als Kontrapunkt in der Bratsche. Daraus entwickelt sich eine die Hauptlinie umschlingende Achtelgirlande. Das ruhige Ausklingen des Hauptthemas entsprechend Takt 19 ist erweitert, bis nach Wechsel von verschiedenen Tonarten nur noch die Achtelgirlande übrig bleibt. Der Abschnitt endet als Akkordfolge in den Bläsern ähnlich wie am Ende vom Hauptsatz (Takt 33). Nach dem Seitenthema (Takt 350–385, Tonikaparallele h-Moll) und der Kontrastpartie (Takt 386–423) schließt die Reprise mit der Schlussgruppe (Takt 423–446) ähnlich wie in der Exposition.
Auch die Coda (Takt 447–523) lässt sich in fünf Abschnitte gliedern:
- einleitender Achttakter (Takt 447–454).
- die mit dem Pendelmotiv beginnende,„ungemein expressive Hornstelle mit ganz kühnen Ausweichungen“[4] (Takt 455–476).
- Hauptthema und Pendelmotiv in Streichern und Horn. Im Gegensatz zum Satzanfang sind nun die metrischen Schwankungen, die sich dort aus dem versetzten Einsatz von Pendelmotiv und Hauptthema ergaben, aufgehoben.
- Scherzando-Passage (Takt 497–512) mit Staccato und Pizzicato. Diese entspricht der Passage aus Takt 66 ff., die in der Reprise fehlte. Flöten und Oboen zitieren ab Takt 502 den Anfang des 1877 entstandenen Liedes „Es liebt sich so lieblich im Lenze“ op. 71 Nr. 1.[4]
- der „verklingende Schluss“[4] (Takt 513–523) mit dem Kopf vom Hauptthema in Hörnern und Trompeten, Schluss mit mollsubdominantischer (g-Moll in Takt 516) und dominantischer (A der Hörner und Trompeten zur D-Dur – Tonika der Streicher, Takt 517–520) Komponente.[1]

Die Bedeutung von Verschiebungen im Taktmetrum innerhalb des Satzes wird in der Literatur oft hervorgehoben, z. B. der instabile Satzbeginn mit versetzte Einsatz von Unter- und Oberstimme, der angedeutete 6/8-Takt (Takt 64–65, Takt 236–237), die auf- und abtaktige Gestaltung des Motivs aus der „Kontrastpartie“ in Takt 118 ff., die Kombination von 3/4-Takt, 6/8-Takt und Hemiole in Takt 246–249.
Reinhold Brinkmann weist auf mehrere strukturelle Übereinstimmung zum ersten Satz aus Ludwig van Beethovens 3. Sinfonie hin.

### Zweiter Satz: Adagio non troppo
H-Dur, 4/4-Takt, 101 Takte
Im Hauptthema (erstes Thema, Takt 1–16) ist zunächst das Cello stimmführend mit einer weit ausholenden Kantilene (anfangs Fagotte dazu in Gegenbewegung). Der melancholische Charakter des Themas entsteht durch mehrere Dur-Moll-Wechsel. Der Themenbeginn ist auftaktig, wird aber vom Ohr als abtaktig wahrgenommen. Ab Takt 13 wird der Themenkopf mit Stimmführung in den Violinen wiederholt, nun mit Gegenbewegung der Flöten und der Celli. Der folgende Abschnitt ab Takt 17 ist im Gegensatz zum Satzanfang durch die Dominanz der Bläser kammermusikalisch gehalten. Das zunächst vom Solohorn gespielte Motiv aus pendelnden Quarten und Terzen wird allmählich auch von Oboen, Flöten und Kontrabass übernommen. Ab Takt 28 wird die Kantilene mit dem Motiv aus Takt 3 kurz in den Streichern aufgegriffen.
Im Seitenthema (zweites Thema Takt 33–44, Fis-Dur) wechselt Brahms zum 12/8–Takt mit der Bezeichnung L´istesso tempo, ma grazioso. Durch den freundlichen bis überschwänglichen Charakter und die zahlreichen Synkopen kontrastiert das Geschehen zum vorigen Abschnitt. Die Holzbläser dominieren mit der Stimmführung, die Streicher begleiten meist pizzicato. Die Schlussgruppe (Takt 45–48) enthält ein zweitaktiges kantilenenartiges Motiv mit Stimmführung in den Violinen und bei der Wiederholung auch in den Holzbläsern. Die Schlussgruppe geht ohne Pause in die Durchführung (Takt 49–61, h-Moll) über. Die Durchführung verarbeitet das Motiv der Schlussgruppe durch Molltrübung, Wechsel in verschiedene Tonarten und imitatorische Verarbeitung. In Takt 55/56 und 60/61 tritt das Pendelmotiv vom ersten Satz in der Basstuba auf, in Takt 58–59 das Kopfmotiv vom Hauptthema (des Adagios) in den Violinen. Durch die Crescendi, die Tremoli, verminderte Septakkorde und den abrupten Wechsel von forte und piano bekommt die Durchführung dramatischen Charakter.
Die Reprise (Takt 62–96) beginnt wie am Satzanfang mit dem Hauptthema im 4/4-Takt, allerdings in veränderter Instrumentierung (z. B. Takt 62 Thema in Oboe anstelle des Cellos, Gegenbewegung in den Violinen) und in anderer Gestalt (Themenbeginn im Verhältnis zum Satzanfang halbtaktig verschoben, Themenbeginn auf dem subdominantischen e mit Wendung nach H in Takt 64, ab Takt 67 figurative Verzierung des Themas mit Triolen in der 1. Violine).
Der folgende Abschnitt (Takt 80–86) mit dem pendelartigen Motiv ist um zwei Einsätze verkürzt, und die Passage entsprechend Takt 28 ist nun durch veränderte Instrumentierung („große Klangfülle“), Verkleinerung der Notenwerte und die Vortragsbezeichnung forte dramatisch gehalten. Das Seitenthema ist ausgelassen. Der gegenüber der Exposition in Instrumentierung und Gestalt variierte Schlussgruppe (12/8-Takt) geht nahtlos in die Coda (4/4-Takt) über, die den Kopf vom Hauptthema aufgreift und „in dem die Kombination von Streichergruppe und Pauke zu einem der eindrucksvollsten Beispiele Brahmsscher Instrumentationskunst zählt.“
Die Form des Satzes wird in der Literatur meist als Mischung aus Lied- und Sonatensatzform gewertet.

„Mehrere Kommentatoren haben von dem schwermütigen Grundzug dieses Adagio gesprochen. Mag sein, daß diese Charakterisierung auf das Hauptthema und die Coda einigermaßen paßt. Sicher ist jedenfalls, daß die Ausdruckswelt des Satzes […] an Schattierungen, Nuancen und Kontrasten reich ist. Sie erschließt ebenso das Lyrische (grazioso) wie das dramatisch Bewegte (Durchführung) und im Höhepunkt der Reprise (T. 86–91) auch das Feierliche.“

„Ist im III. Satz alles eindeutig und hell, die Harmonik ohne Einschränkungen von der Dur-Tonart geprägt und die Gliederung in Formteile unmißverständlich gekennzeichnet, so weilt der II. Satz eher im melancholischen Schatten der Idylle, in dem sich klare Konturen verwischen und ungreifbar werden. Die Harmonik wird – trotz der Dur-Tonart – durch Einbeziehung chromatischer Farben eingedunkelt, und die überaus differenzierte Instrumentation trägt das Ihre dazu bei, um dem Satz seine kaleidoskopisch reiche Ausdrucksfülle zu verleihen, die alles andere als nur heitere Töne umfasst.“

### Dritter Satz: Allegretto grazioso (Quasi Andantino)
G-Dur, 3/4-Takt, 240 Takte
Der Satz ist fünfteilig strukturiert:
Teil A (Takt 1–32), 3/4-Takt: im dominanten Holzbläserklang von Oboen, Klarinetten und Fagotten spielt die stimmführende 1. Oboe begleitet vom Pizzicato der Celli einen eleganten Ländler mit Tonrepetition und Vorschlägen. Der Ländler ist dreiteilig strukturiert: Auf das achttaktige Thema folgt von Takt 9–22 ein Entwicklungsabschnitt, anschließend die variierte Themenwiederholung mit Trübung nach g-Moll. Durch die Instrumentierung (ab Takt 12 treten die Hörner dazu) und die musetteartigen, „liegenden“ Stimmen in Fagott und Horn entsteht pastorales Kolorit.
Teil B1 (Takt 33–106) Presto ma non assai, 2/4-Takt: Der „Galopp“ bzw. die „Geschwind-Form des Ländler-Themas“ basiert auf zwei kontrastierenden Motiven:
- Motiv 1 (leggiero), Takt 33 ff.: rhythmische Achtel-Variation des Themas vom Satzanfang in den Streichern im Piano. Kurz darauf Dialog[20] zwischen Holzbläsern und Streichern.
- Motiv 2 (ben marcato), Takt 51 ff.: marschartiges[21] Motiv des ganzen Orchesters mit punktiertem Rhythmus im Forte. Das Motiv ist aus dem Dialog von Takt 40 ableitbar.

Ab Takt 63 spielen die Streicher pianissimo zunächst Staccato-Achtelketten (die Achtelbewegung läuft auch im Folgenden weiter durch), greifen dann ab Takt 71 Motiv 2 auf, ehe die Holzbläser ab Takt 83 zu Motiv 1 wechseln und ab Takt 91 der Dialog aus Takt 40 erneut erscheint. – Insbesondere die Takte 41–50 und 63 ff. weisen Scherzo-Charakter auf.
Teil A1 (Takt 107–125), Tempo I, 3/4-Takt: Das Anfangsthema wird ausgehend von E-Dur wiederholt, ebenfalls mit Stimmführung in den Holzbläsern. Ab Takt 115 wird die Triolen-Figur aus Takt 4 in e-Moll mit Wendung nach H-Dur herausgehoben. Der Abschnitt endet in E-Dur.
Teil B2 (Takt 126–193), Presto ma non assai, 3/8-Takt, „Geschwindwalzer“: Die beginnende, absteigende Phrase (Takt 126–129) greift die Figur der Klarinetten aus Takt 21 f. auf. Ab Takt 130 wird Motiv 2 von den Holzbläsern von A-Dur aus variiert, dann wechselt das Motiv in die Streicher nach C-Dur. Takt 172 ff. bringen Motiv 1 und den Streicher-Holzbläserdialog als Pianissimo-Variante.
Teil A2 (Takt 194–224), 3/4-Takt, Tempo I: Die Streicher setzen mit dem Thema in Fis-Dur ein, wechseln dann ab Takt 201 mit dem Sekundschritt aus Takt 8 f. nach H-Dur. Die Themenwiederholung ab Takt 219 in G-Dur mit ähnlicher Instrumentierung wie am Satzanfang fällt durch ihre Dur-moll-Wechsel auf.
Die Coda mit Holzbläserdominanz und der „ausgreifende(n) lyrische(n) Geste der Violinen“ enthält nochmals das Kopfmotiv des Anfangsthemas und ist stark chromatisch geprägt.
Reinhold Brinkmann weist auf Ähnlichkeiten zum dritten Satz von Antonín Dvořáks 8. Sinfonie hin.

„Eine Grundmelodie ... erscheint zuerst als menuettartiger Ländler ... dann als Galopp ..., dann als prickelnder Geschwind-Walzer.“

### Vierter Satz: Allegro con spirito
D-Dur, 2/2-Takt, 429 Takte
Das Hauptthema (erstes Thema) ist achttaktig und wird piano von den Streichern vorgestellt. Auffällig ist sein Unisono-Beginn und die in Takt 5–6 wiederholten fallenden Quarten. Dieses Quartmotiv wird ab Takt 9 (um ein Viertel versetzt) viermal wiederholt, wobei zunächst das Fagott, dann auch Flöten und Klarinetten dazukommen. Ab Takt 23 wird das Thema forte vom ganzen Orchester variiert aufgegriffen und durch Abspaltung / Variation von Bausteinen erweitert: Der dritte Thementakt (Takt 26) ist durch eine von Takt 1 abgeleitete „verdoppelte rotierende Achtelfigur“ unterbrochen. Diese rotierende Achtelfigur spielt im weiteren Satzverlauf eine wichtige Rolle, z. B. ab Takt 56 im Fortissimo. Das eintaktige, sich aufschraubende Steigerungs-Motiv ab Takt 32 weist denselben punktierten Rhythmus wie die Figur in Takt 7 auf. Das Quartmotiv erscheint in Takt 44 in Vierteln und ab Takt 47 als Mischung aus Achteln und Vierteln.
Takt 61 wechselt mit fallenden Figuren der Holzbläser in halben Noten abrupt ins Piano mit ruhigerem Impuls (die rotierende Achtelfigur läuft jedoch in den Streichern weiter). Brahms wechselt dabei über die Doppeldominante E-Dur zur Dominante A-Dur.
In A-Dur stellen ab Takt 78 die Streicher das Seitenthema (zweites Thema) mit Stimmführung in 1. Violine und Bratsche vor. Das Thema wird mit Stimmführung in den Holzbläsern wiederholt (rotierendes Achtelmotiv weiterhin begleitend) und geht ab Takt 102 in einen Dialog von Holzbläsern und Streichern über, an dessen Ende in Takt 106 nochmals der Kopf des Seitenthemas auftritt.
Die Schlussgruppe ab Takt 114 enthält neben dem rotierenden Achtelmotiv (ab Takt 122 auch in Terzen) viel „brillantes Laufwert“. Die Exposition schließt mit einer Folge von
lombardischen Rhythmen. Mit diesen Rhythmen erfolgt auch die Überleitung zur Durchführung (Takt 148–154).
Die Durchführung (Takt 155–243) beginnt mit dem Hauptthema in der Tonika D, verarbeitet dann aber dessen Elemente durch Motivabspaltungen von Takt 1 und Takt 4 (Takt 155–169), durch Umkehrungstechnik und weitere Abspaltungen (Takt 170–183) und durch Verarbeitung des Quartenmotivs (Takt 184–205). Einen starken Kontrast zum vorangegangenen Fortissimo bildet die ruhigere Tranquillo-Passage ab Takt 206 in Fis-Dur, die in sich dreiteilig angelegt ist: Im A-Teil (Takt 206–214) spielen die Streicher im Dialog mit den Holzbläsern das Hauptthema als Triolenvariante. Der B-Teil (Takt 214–221) bringt das Quartenmotiv in den Holzbläsern im versetzten Einsatz mit hoquetusartiger Begleitung der Streicher, ehe der A-Teil variiert wiederholt wird. Nach mehreren Tonartwechseln ist dann in Takt 234 C erreicht. Die anschließende Rückleitung zur Reprise im Pianissimo führt über g-Moll und d-Moll zum dominantischen a-Moll. Die Passage mit dem dreimal wiederholten Quartmotiv in Flöte, Klarinette und Posaune und dem Oktavtremolo der Streicher erinnert stark an die Einleitung zu Gustav Mahlers Sinfonie Nr. 1.
Die Reprise beginnt in Takt 244 pianissimo ähnlich unscheinbar wie im ersten Satz. Das Quartmotiv ab dem neunten Thementakt erscheint nun in Umkehrung. Im Gegensatz zur Exposition fehlt in der Überleitung zum Seitenthema die ruhige Holzbläserpassage entsprechend Takt 61 ff. Die Struktur ab dem Seitenthema (Takt 281 ff.) ist ähnlich zur Exposition.
Die Coda ab Takt 353 bildet zunächst mit ihrem Wechsel nach d-Moll und der düsteren Variation des Seitenthemas in Posaunen und Basstuba einen starken Kontrast zum vorigen Geschehen. Die variierte Figur des Seitenthemas wird von C-Dur und dann im Fortissimo des ganzen Orchesters von B-Dur aus wiederholt und ab Takt 375 im Piano mit der Tranquillo-Variante des Hauptthemas kombiniert. Ab Takt 387 dominieren das rotierende Achtelmotiv, Tremolo und Tonwiederholungen. Die virtuosen Skalenläufe ab Takt 405 werden dreimal im jeweils vierten Takt abgebrochen und „in Generalpausen zum neuen Ansatz Atem holend“ wiederholt, zunächst auf der Tonika D, dann der Doppeldominante E und schließlich auf der Dominante A. Der dritte Anlauf führt ins Ziel, dem „mächtige(n) Plateau der reinen Tonika D-Dur“ mit fanfarenartigem Anklang des Kopfes vom Seitenthema in den Bläsern.

„Da scheint es kein Zurückhalten mehr geben zu sollen. Ein – bei richtigem Tempo – nicht einmal neunminütiges Brio-Finale, vom vorwärts treibenden thematischen Beginn an unablässig angekurbelt und kaum zur Besinnung kommend, ganz am Ende gar […] mit fulminanten, schmetternd-kompakten Oktavgängen der schweren Blech-Bässe, die einmal im ersten Satz aus ganz anderen Gründen eingeführt wurden – ein mit allen aufbietbaren Mitteln veranstalteter Kehraus beschließt die Symphonie. […] Die melodischen Linien selbst werden hier plötzlich jeglicher thematischer Qualität entleert, allein pures Figuren-Laufwerk bleibt übrig, und auch die charakteristische Gestik des zweiten Themas in T. 417 ff. wird sofort anschließend wieder eingeebnet. Hatte schon Clara Schumann nicht zu Unrecht die Stretta des Schlusses der I. Symphonie als unnötige Veräußerlichung kritisiert, so gerät am Ende der Zweiten die Heiterkeit fast gewaltsam brillant, sie erscheint veranstaltet.“

„Die eigentliche Coda (T. 387–429) bildet den glänzenden Abschluß, und man muß Tovey beipflichten, wenn er meint, sie gehöre zu den brillantesten Höhepunkten der sinfonischen Musik seit Beethoven.“